# Jacques Crétineau-Joly
Jacques Crétineau-Joly nacido en 1803 en Fontenay-le-Comte y fallecido en 1875 era un escritor, historiador y periodista francés.

## Biografía
Después de la pedida del papa Pío IX, Crétineau-Joly publicó las Instrucciones Permanentes de la Alta Vendita en su libro L'Eglise Romaine en face de la Révolution.